# Sweave
Sweave ist eine Funktion, die von Friedrich Leisch für die Statistiksoftware R geschrieben wurde und dort im Paket utils implementiert ist. Sweave stellt eine dynamische Verbindung zwischen R und LaTeX her. LaTeX ist ein Softwaresystem zur Benutzung des Textsatzes TeX, mit dem z. B. wissenschaftliche Texte verfasst werden können.
Durch Sweave wird die Verknüpfung von R-Code und LaTeX-Befehlen ermöglicht. Während der Laufzeit des R-Programms werden die gewählten R-Ausgaben mit den LaTeX-Befehlen zu einer LaTeX-Datei zusammengefügt.
Bei der Auswertung von Daten werden oftmals statistische Programme wie beispielsweise R verwendet. Dabei können Tabellen, Graphiken und Statistiken entstehen, die in einer Veröffentlichung verwendet werden sollen. Wenn eine Vielzahl von Analyseergebnissen entstanden ist, dann ist es sehr mühsam, die gewünschten Analysedaten (unter Umständen per Hand) in das zu erstellende Dokument einzufügen. Mit Sweave können die in R erstellten Analyseergebnisse automatisch in das LaTeX-Dokument übernommen werden.
Sweave kann kurz gesagt als „Report Generator“ bezeichnet werden. Das abschließende LaTeX-Dokument enthält sowohl den fortlaufenden Text als auch R-Code und gewählte R-Ausgaben. Diejenigen Anweisungen und Ausgaben, die schließlich in das LaTeX-Dokument übernommen werden sollen, können durch Angabe verschiedener Optionen ausgewählt werden. Das Dokument ist daher leicht aktualisierbar, wenn beispielsweise Daten geändert oder andere Berechnungen durchgeführt werden sollen.
Der Vorteil von Sweave ist also nicht nur das automatische Einfügen von Analyseergebnisse in einem LaTeX-Dokument, sondern auch die leichte Änderbarkeit des Zieldokuments bei Änderung von Berechnungen oder Daten.
Durch das Veröffentlichen von Programmcode kann das Vorgehen bei durchgeführten Berechnungen, erstellten Statistiken und Grafiken etc. von Dritten besser nachvollzogen werden. Damit können die Ergebnisse, sofern die Daten zur Verfügung stehen, leicht reproduziert und überprüft werden.

## Vorgehen mit Sweave
Zunächst wird eine LaTeX-Datei erstellt, in der durch
<< OPTIONEN >>=
R-Anweisungen
@
R-Kommandos eingefügt werden. Die Angabe verschiedener Optionen ermöglicht die R-Ausgabe innerhalb des LaTeX-Dokuments zu steuern.
Die Datei kann innerhalb von R mit dem Befehl Sweave(.) in eine von LaTeX übersetzbare Datei überführt werden. Die R-Anweisungen und die R-Ausgabe wird in LaTeX-Befehle umgesetzt. Die so erzeugte Datei kann mit Hilfe von verschiedenen LaTeX-Compilern weiter verarbeitet werden. So kann z. B. mit PdfTeX eine PDF-Datei erstellt werden.